# 威勒尔线
威勒尔线是默西铁路的三条线路之一，由默西塞德交通（Merseytravel）资助的默西铁路公司运营，识别色为绿色。该线路主要连接利物浦市中心和威勒尔半岛，支线分别通往新布赖顿、西柯比以及柴郡的埃尔斯米尔港和切斯特，并在市中心地底由一个呈顺时针方向环形运行的单向地下铁道。
威勒尔线是由几条历史上默西塞德郡内的铁路整合而成的，由英国女王伊丽莎白二世于1978年10月25日主持开通，全线电气化运营。

## 历史

### 切斯特和伯肯黑德铁路
历史上的切斯特和伯肯黑德铁路成为了今天威勒尔线一部分路线的雏形，在1830年乔治·史蒂芬生便对该线路进行了勘测，直到1837年7月12日才组成相应的铁路运营公司。1840年9月23日，该线路在伯肯黑德的格兰治道和切斯特的布鲁克街之间单线运行，由当地铁路运营公司运营。1842年，随着运营公司购买了修士渡口车站之后，该线路在1844年由格兰治道延伸至该渡口。1847年，该线南端终点站与伯肯黑德、兰开夏及柴郡铁路线合并，南端延伸至切斯特枢纽站，至今该线最南端支线终点站仍为此站，只是名称于1969年被简化为切斯特站。

### 威勒尔铁路公司
随着1863年伯肯黑德至霍利雷克支线开通运营，随后伯肯黑德端延伸至桥街站。运营方原先期望该线路进一步延伸以对接北威尔士沿岸铁路线，但由于资金短缺于1869年宣告破产，随后由霍利雷克和威勒尔电车公司接手，并于1878年将霍利雷克支线段终点延伸至西柯比，并与当地的有轨电车枢纽衔接，1881年新布赖顿支线开通，并计划建造至希肯和西塞德的支线，同时直至西柯比站均实行双轨运行。
随着新布赖顿支线的开通，原有的威勒尔公司由于资金短缺而将线路经营权转移给了新成立的北威尔士和利物浦铁路公司，并由其建造迪赛德支线段，计划中的路线将经由威勒尔半岛核心地带的彼得斯顿前往威尔士的哈瓦顿桥站，该线路于1896年开通。然而，从彼得斯顿至运营公司意图延伸至的西塞德地区德另一站点的经营权未得到批准，北威尔士和利物浦铁路公司却于1905年元旦被大中央铁路公司收购。由于大量货物运输的需要，大中央公司开辟了至今已经废弃的通往伯肯黑德码头的支线。如今，彼得顿至哈瓦顿桥站的线路属于英格兰－威尔士边界铁路线的一部分，已经不再属于威勒尔线。

### 默西铁路公司

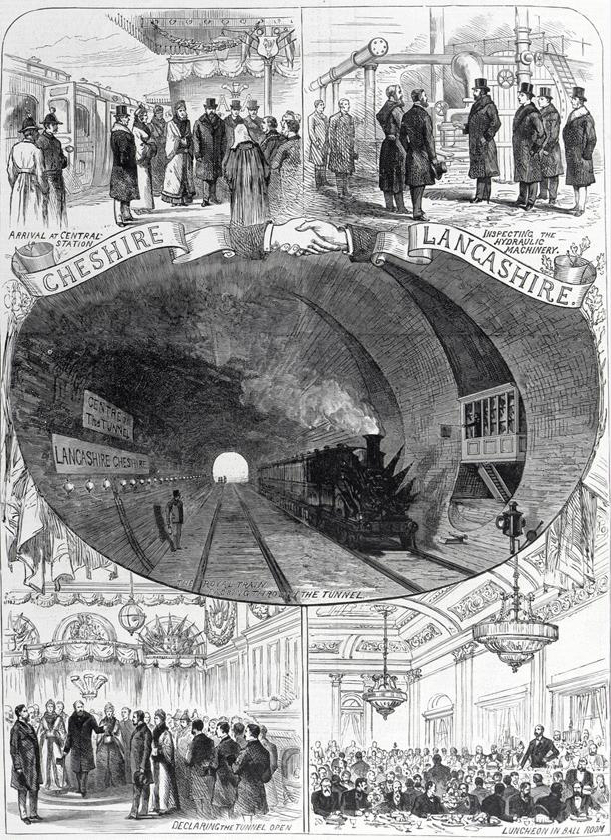
威尔士亲王爱德华出席默西鐵路通车典礼的新闻图画

早在1864年，伯肯黑德和利物浦公司便提议通过越江铁路隧道将伯肯黑德与利物浦相连，当时的默西塞德码头委员会和伯肯黑德议会成员约翰·莱德已经批准了该计划，但因遭到伦敦和西北铁路公司的反对而流产。第二次提议发生在1865年，由查尔斯·福克斯爵士提出，并于1869年通过，但当时却面临着技术上的困难。1869年福克斯召开利物浦当地商贾会议，决定将在该越江线路上使用蒸汽机车。该隧道于1885年年底建成，期间动用了大量人力和畜力，坐落于地下隧道的詹姆士街站、汉密尔顿广场站、伯肯黑德中央车站也相继落成。
1886年1月20日，后来成为爱德华七世的威尔士亲王在维克托王子和后来成为乔治五世的乔治王子的陪同下出席了隧道建成大典，并于当天下午1时在詹姆士街站正式宣布通车。同年2月1日，该线路正式投入商业运营。
起初，该线路由利物浦的詹姆士街经由汉密尔顿广场站和伯肯黑德中央车站运行至伯肯黑德的格林道，1888年一条从伯肯黑德中央车站至伯肯黑德公园站的支线开通运营，与希肯、霍利雷克和迪赛德铁路即后来的威勒尔铁路衔接。1891年，格林道终点延伸至岩石渡口站，与伯肯黑德联合铁路相连接，利物浦段则延伸至利物浦中央车站，使线路总里程达到5.2英里，并于1903年完成电气化，是英国第一条被电气化的蒸汽机车线路。

### 四大巨头时期
随着1921年铁路法案德通过，英国境内所有铁路必须整合归属于四大巨头铁路公司。于是，威勒尔铁路被划分至伦敦、中部和苏格兰铁路公司，彼得斯顿支线归到伦敦和东北铁路公司名下，然后伯肯黑德铁路和默西铁路未受任何影响，直至1948年被国有化。
经过一些列整合和电气化，1938年3月起，西柯比和新布赖顿开出的列车可以直接通往利物浦市中心，乘客无需再通过伯肯黑德公园站转车前往利物浦市中心。
第二次世界大战期间，1940年至1941年的利物浦大空袭给默西铁路造成了严重损坏，地面列车服务几度中断，而地下列车服务一直持续。空袭还导致了对伯肯黑德公园站的损坏并导致了列车损毁。在此期间，线路上出现了从伦敦汉默史密斯及城市线临时调运来的地铁列车，但从未再威勒尔铁路上运营过。

### 英国铁路公司时期
全英铁路国有根据1947年运输法案的规定于1948年元旦起实行，所有相关线路均归属英国铁路公司管辖，统一的管辖使各线路之间的轨道和电气化设备进一步进行了整合。

### 当今意义上的默西铁路之发展
1960年代，英国许多火车站被关闭整合，包括利物浦枢纽站和中央站，所有铁路线均通过国有化的方式进行了统一整合，1969年，默西塞德旅客运输局，即今天的默西塞德交通（Merseytravel）成立，统一管辖默西塞德郡本地的铁路运输系统，随后，经由利物浦枢纽站、利物浦中央站、利物浦莱姆大街站出发的郡内列车服务被分别区分为城市线、威勒尔线和北方线。同时，利物浦市中心地下连接詹姆士街站、墨菲尔德站、莱姆大街站和中央车站的地下铁隧道形成了一个顺时针方向运行的单线环线，当今意义上的默西铁路之威勒尔线正式开通，英国女王伊丽莎白二世亦于1978年出席开通典礼。
1980年代初，威勒尔线岩石渡口支线延伸至胡顿站，布隆博罗－莱克站随后开通。1993年至1994年，切斯特支线和埃尔斯米尔港支线全部完成电气化。

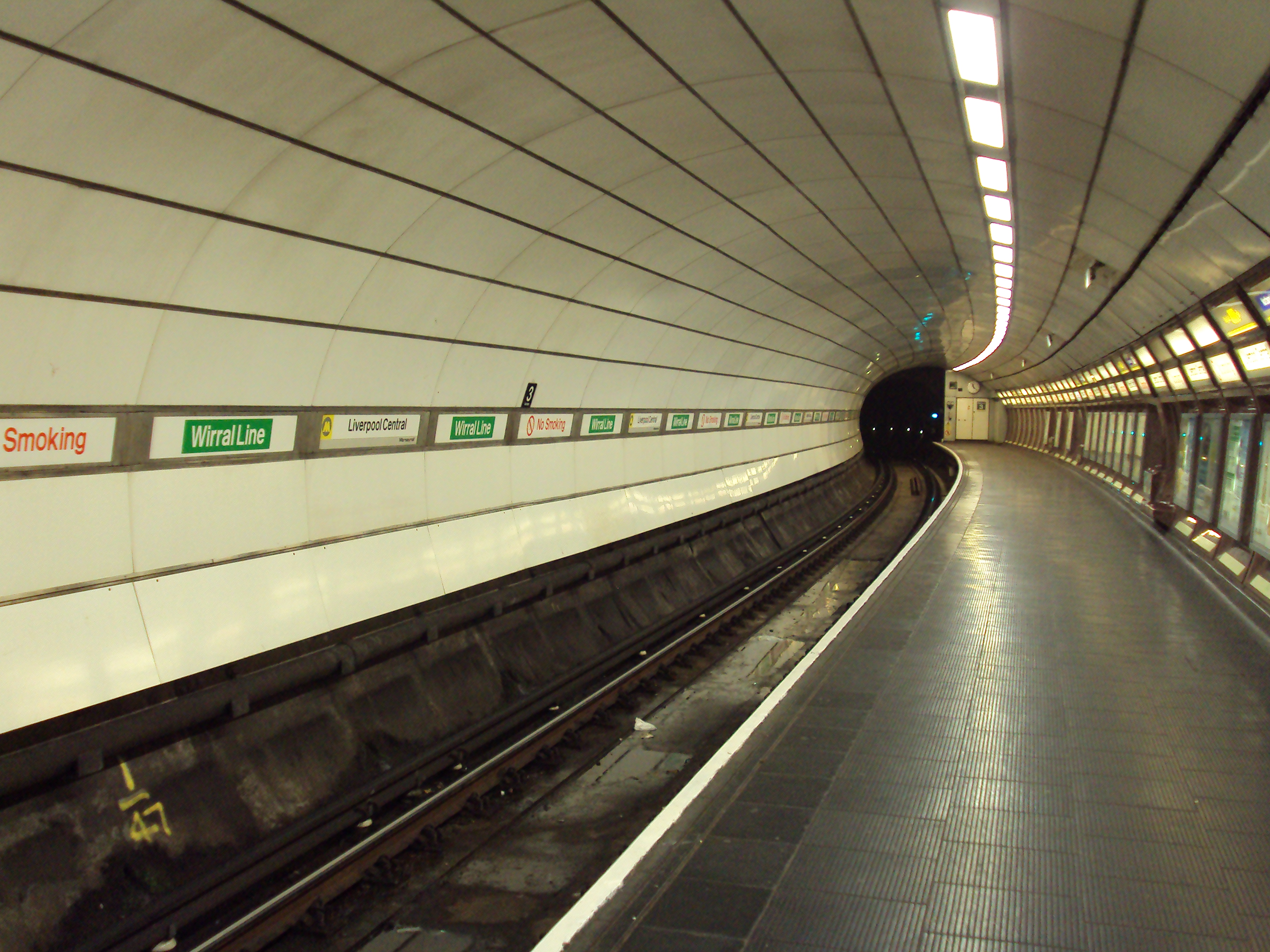
威勒尔线的地下车站

## 特色

### 车型
British Rail Class 508 electric multiple units (EMUs)

### 标识
威勒尔线的识别色为绿色，有别于城市线的红色和北方线的蓝色，但列车车身颜色为代表默西塞德交通的黄色，与北方线列车一致。

### 服务类型
默西铁路目前仍属于英国全国铁路网的一部分，但除了城市线以外，威勒尔线和北方线均使用专用轨道和市中心地下铁路隧道，与一般城市地铁已无太大区别，且在入口处设置专门闸机，且可以使用默西塞德郡的公共交通卡。但由于仍属全国铁路网，故旅客亦然可以通过铁路购票系统购得车票。